# Riley Motors

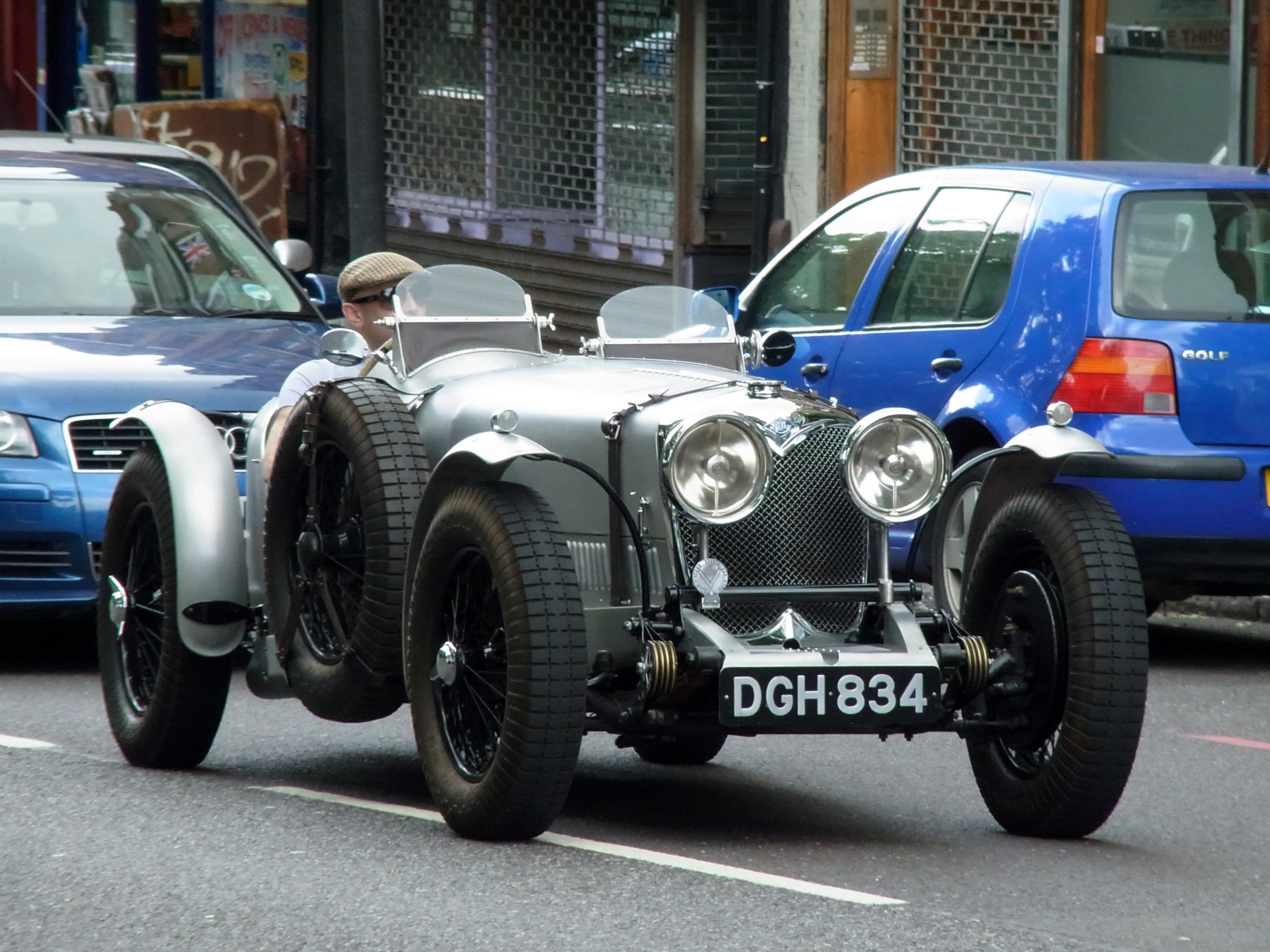
Riley specials racing roadster

Riley o Riley Motors fue un fabricante de automóviles y bicicletas inglés, fundada en 1896 como La Riley Cycle Company.

## Historia
Percy Riley comenzó a fabricar su primer coche en 1898 a la edad de dieciséis años en la empresa comprada por su padre William Riley Jr.. A partir de 1913, los hermanos Riley desarrollan el negocio mediante la construcción de autos completos.
Riley fue comprada por William Richard Morris en 1938 y se convirtió en parte de la Organización de Nuffield con las marcas MG y Wolseley. Luego pertenece a la British Motor Corporation y a partir de 1952 y se convirtió en un sello distintivo de MG Rover, y más tarde se fusionó en el British Leyland, En julio de 1969, British Leyland anunció el fin inmediato de la producción de Riley.
Dentro la competición, esta marca tuvo varias participaciones de las 24 Horas de Le Mans en mediados de los 30. En la edición de 1934, cuatro de los seis primeros puestos fueron ocupados por automóviles del equipo Riley Cars. Por otro lado, ganaron competencias como las 1000 Millas de Brooklands, el RAC Tourist Trophy y el BARC Goodwood, entre otras pruebas de deportivos y Fórmula Libre.
A partir de 1994 el grupo alemán BMW toma el control del Grupo MG Rover. 
Hoy en día, la marca Riley es propiedad de BMW.

## Automóviles
- 1907-1911 Riley 9
- 1907-1907 Riley 12
- 1909-1914 Riley 10
- 1908-1914 Riley 12/18
- 1915-1916 Riley 10
- 1913-1922 Riley 17/30
- 1919-1924 Riley Eleven

- 1925-1928 Riley Twelve
- 1926-1937 Riley Nine
- 1927-1931 Riley Brooklands
- 1928-1937 Riley Six
- 1929-1934 Riley 14/6
- 1933-1935 Riley 12/6
- 1934-1935 Riley Imp
- 1934-1935 Riley MPH
- 1935-1938 Riley 15/6
- 1935-1938 Riley 1 1/2 litre
- 1936-1938 Riley Sprite
- 1936-1938 Riley 8/90
- 1937-1938 Riley Big Four
- 1937-1939 Riley Continental

- 1938-1938 Riley Victor
- 1939-1940 Riley 12
- 1939-1940 Riley 16

- Roadster
  - 1948-1951 RMC
  - 1949-1951 RMD
- De tamaño mediano

- - 1945-1952 RMA
  - 1952-1955 RME
  - 1957-1965 One-Point-Five
  - 1959-1961 4/68
  - 1961-1969 4/72
- Grande
  - 1946-1952 RMB
  - 1952-1953 RMF
  - 1953-1957 Pathfinder
  - 1958-1959 Two-Point-Six
- Mini

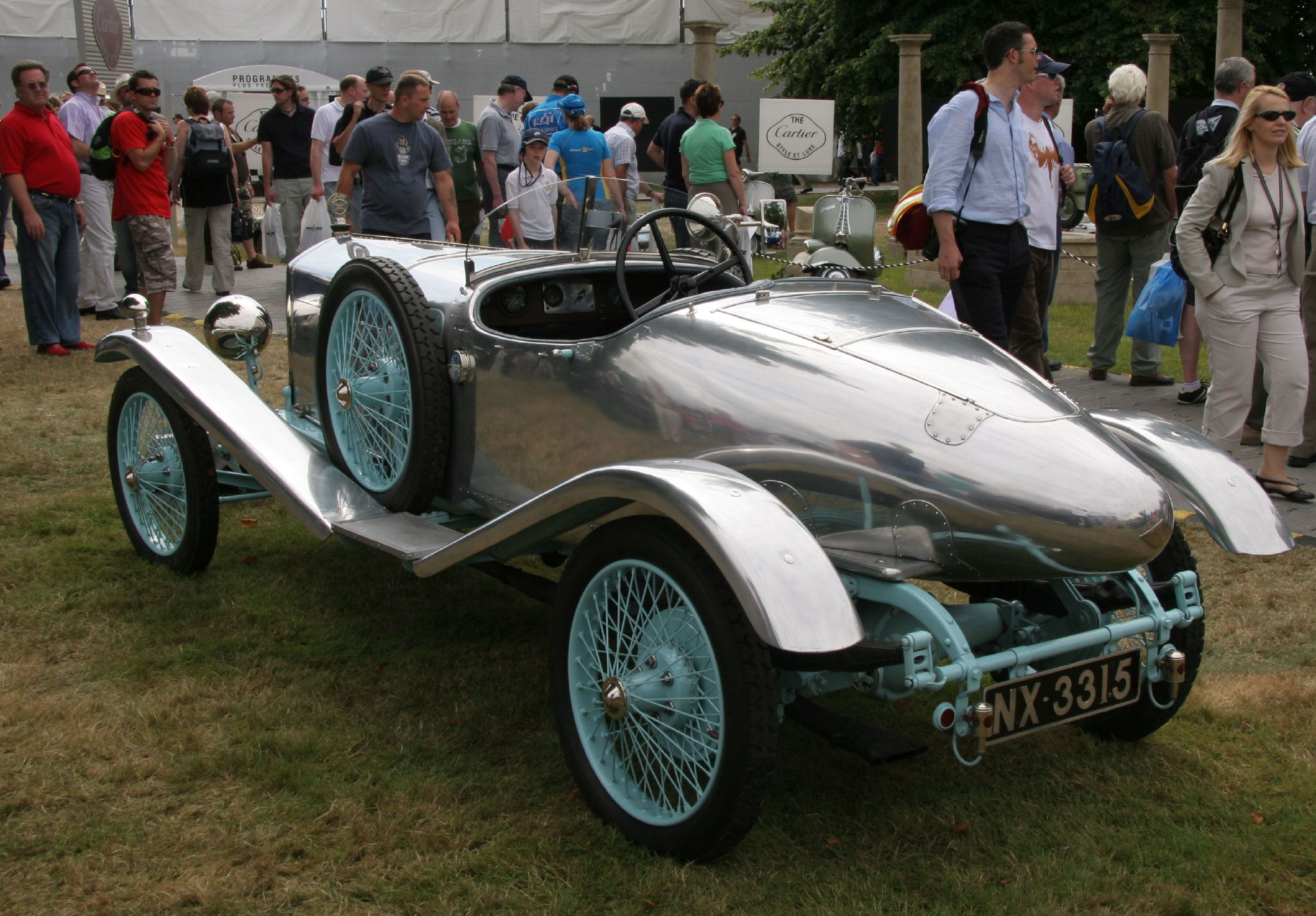
Riley 11/40 (1924)

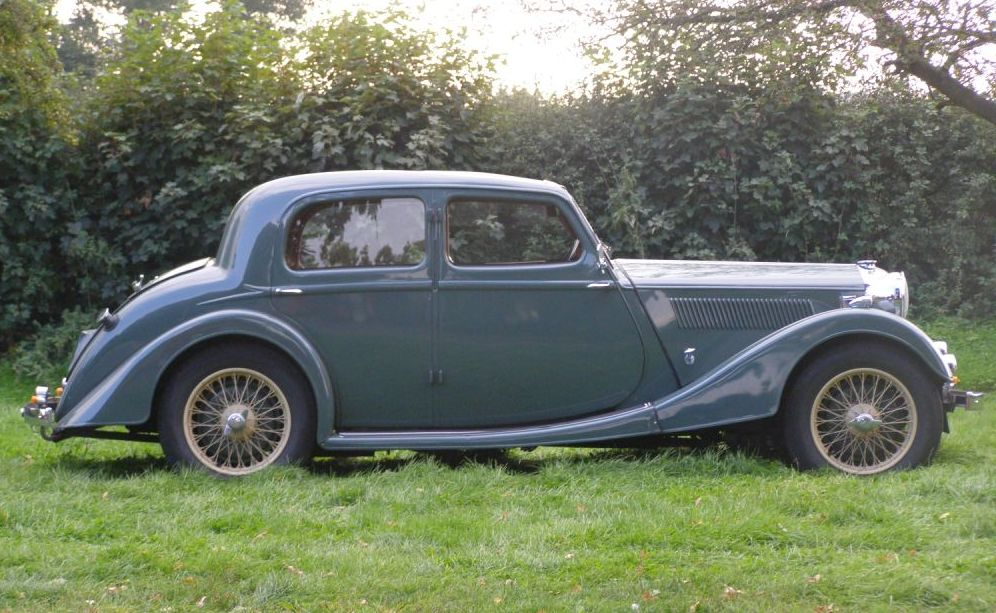
Riley Continental (1937)

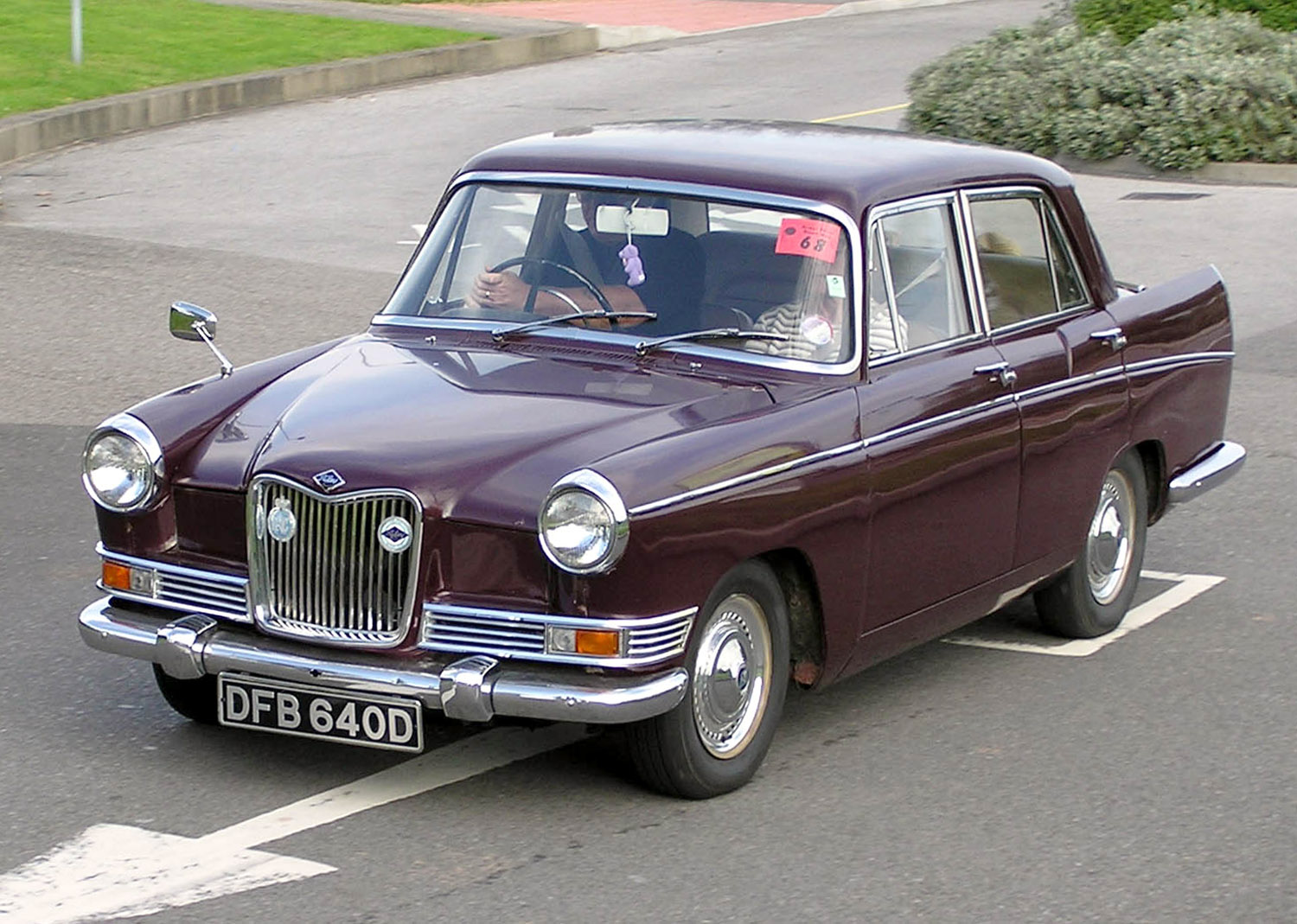
Riley 4/72 (1965)

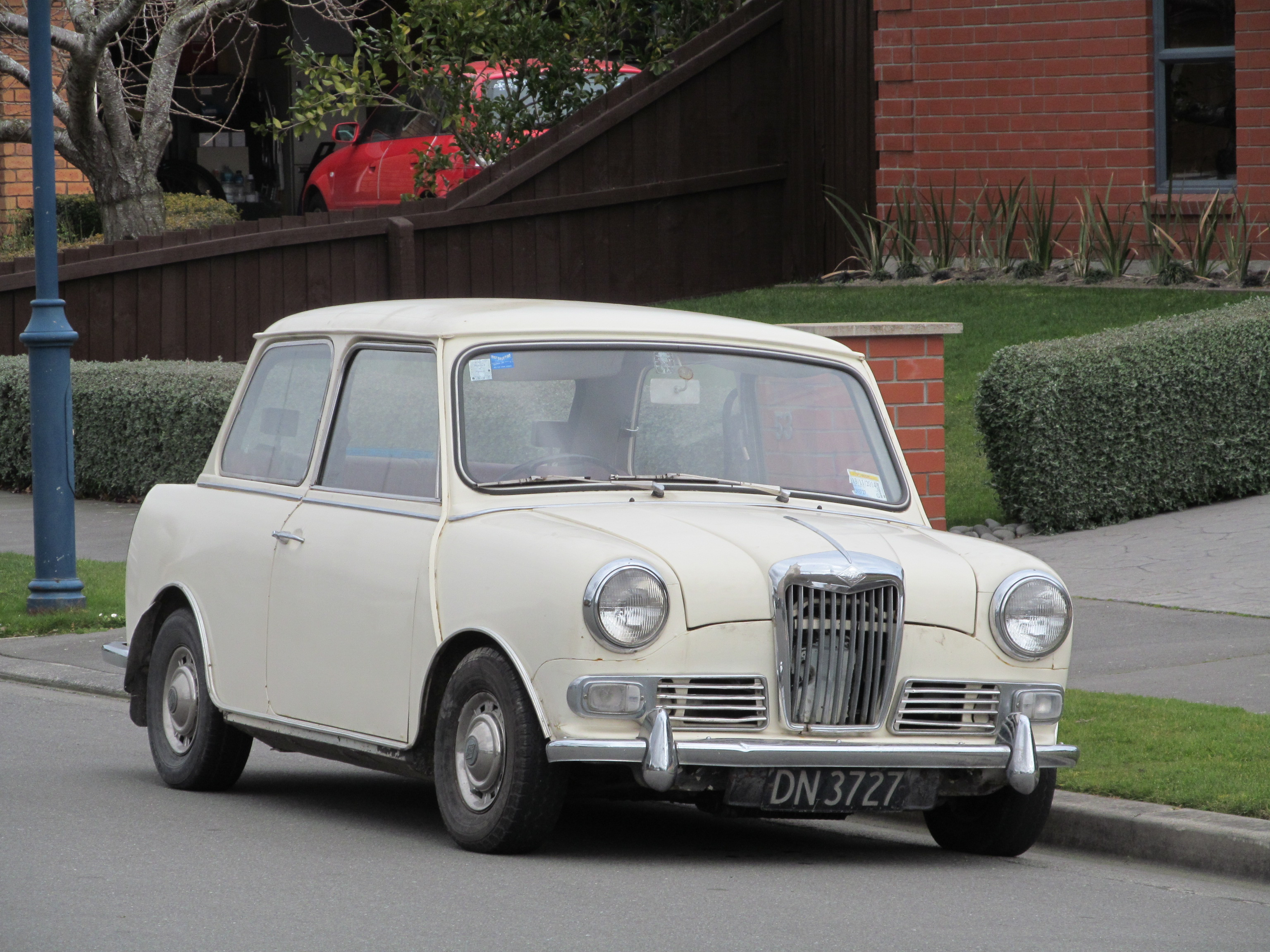
Riley Elf, 1969

  - 1961-1969 Elf (Un variante del Mini)
- Compacto
  - 1965-1969 Riley Kestrel/1300 (Morris 1100)

## Línea Temporal
| 1885                  | 1896                  | 1901                  | 1904                  | 1905                  | 1910                  | 1913                  | 1922                  | 1930                  | 1951                  | 1952                      | 1961                      | 1962                      | 1965                      | 1966                      | 1967                      | 1968                              | 1981                              | 1982               | 1985               | 1986             | 1987             | 1993             | 1999                            | 2000                            | 2005                                  | 2006                                  | 2010                                  | 2011                                  | Presente                              |
| --------------------- | --------------------- | --------------------- | --------------------- | --------------------- | --------------------- | --------------------- | --------------------- | --------------------- | --------------------- | ------------------------- | ------------------------- | ------------------------- | ------------------------- | ------------------------- | ------------------------- | --------------------------------- | --------------------------------- | ------------------ | ------------------ | ---------------- | ---------------- | ---------------- | ------------------------------- | ------------------------------- | ------------------------------------- | ------------------------------------- | ------------------------------------- | ------------------------------------- | ------------------------------------- |
| Triumph Motor Company | Triumph Motor Company | Triumph Motor Company | Triumph Motor Company | Triumph Motor Company | Triumph Motor Company | Triumph Motor Company | Triumph Motor Company | Triumph Motor Company | Triumph Motor Company | Triumph Motor Company     | Triumph Motor Company     | Leyland Motor Corporation | Leyland Motor Corporation | Leyland Motor Corporation | Leyland Motor Corporation | British Leyland Motor Corporation | British Leyland Motor Corporation | Austin Rover Group | Austin Rover Group | Rover Group plc  | Leyland DAF      | Leyland DAF      | LDV Group (Paccar)              | LDV Group (Paccar)              | Roewe - MG Motor - Maxus (SAIC Motor) | Roewe - MG Motor - Maxus (SAIC Motor) | Roewe - MG Motor - Maxus (SAIC Motor) | Roewe - MG Motor - Maxus (SAIC Motor) | Roewe - MG Motor - Maxus (SAIC Motor) |
|                       | Leyland Motor Ltd.    | Leyland Motor Ltd.    | Leyland Motor Ltd.    | Leyland Motor Ltd.    | Leyland Motor Ltd.    | Leyland Motor Ltd.    | Leyland Motor Ltd.    | Leyland Motor Ltd.    | Leyland Motor Ltd.    | Leyland Motor Ltd.        | Leyland Motor Ltd.        | Leyland Motor Corporation | Leyland Motor Corporation | Leyland Motor Corporation | Leyland Motor Corporation | British Leyland Motor Corporation | British Leyland Motor Corporation | Austin Rover Group | Austin Rover Group | Rover Group plc  | Rover Group plc  | Rover Group plc  | MG Rover Group                  | MG Rover Group                  | Roewe - MG Motor - Maxus (SAIC Motor) | Roewe - MG Motor - Maxus (SAIC Motor) | Roewe - MG Motor - Maxus (SAIC Motor) | Roewe - MG Motor - Maxus (SAIC Motor) | Roewe - MG Motor - Maxus (SAIC Motor) |
|                       |                       | Rover Company         |                       |                       |                       |                       |                       |                       |                       |                           |                           | Leyland Motor Corporation | Leyland Motor Corporation | Leyland Motor Corporation | Leyland Motor Corporation | British Leyland Motor Corporation | British Leyland Motor Corporation | Austin Rover Group | Austin Rover Group | Rover Group plc  | Rover Group plc  | Rover Group plc  | MG Rover Group                  | MG Rover Group                  | Roewe - MG Motor - Maxus (SAIC Motor) | Roewe - MG Motor - Maxus (SAIC Motor) | Roewe - MG Motor - Maxus (SAIC Motor) | Roewe - MG Motor - Maxus (SAIC Motor) | Roewe - MG Motor - Maxus (SAIC Motor) |
|                       | Riley Motors          | Riley Motors          | Riley Motors          | Riley Motors          | Riley Motors          | Riley Motors          | Riley Motors          | Riley Motors          | Riley Motors          | British Motor Corporation | British Motor Corporation | British Motor Corporation | British Motor Corporation | British Motor Holdings    | British Motor Holdings    | British Leyland Motor Corporation | British Leyland Motor Corporation | Austin Rover Group | Austin Rover Group | Rover Group plc  | Rover Group plc  | Rover Group plc  | MG Rover Group                  | MG Rover Group                  | Roewe - MG Motor - Maxus (SAIC Motor) | Roewe - MG Motor - Maxus (SAIC Motor) | Roewe - MG Motor - Maxus (SAIC Motor) | Roewe - MG Motor - Maxus (SAIC Motor) | Roewe - MG Motor - Maxus (SAIC Motor) |
|                       |                       | Wolseley Motors       |                       |                       |                       |                       |                       |                       |                       | British Motor Corporation | British Motor Corporation | British Motor Corporation | British Motor Corporation | British Motor Holdings    | British Motor Holdings    | British Leyland Motor Corporation | British Leyland Motor Corporation | Austin Rover Group | Austin Rover Group | Rover Group plc  | Rover Group plc  | Rover Group plc  | MG Rover Group                  | MG Rover Group                  | Roewe - MG Motor - Maxus (SAIC Motor) | Roewe - MG Motor - Maxus (SAIC Motor) | Roewe - MG Motor - Maxus (SAIC Motor) | Roewe - MG Motor - Maxus (SAIC Motor) | Roewe - MG Motor - Maxus (SAIC Motor) |
|                       |                       |                       | Austin Motor Company  |                       |                       |                       |                       |                       |                       | British Motor Corporation | British Motor Corporation | British Motor Corporation | British Motor Corporation | British Motor Holdings    | British Motor Holdings    | British Leyland Motor Corporation | British Leyland Motor Corporation | Austin Rover Group | Austin Rover Group | Rover Group plc  | Rover Group plc  | Rover Group plc  | MG Rover Group                  | MG Rover Group                  | Roewe - MG Motor - Maxus (SAIC Motor) | Roewe - MG Motor - Maxus (SAIC Motor) | Roewe - MG Motor - Maxus (SAIC Motor) | Roewe - MG Motor - Maxus (SAIC Motor) | Roewe - MG Motor - Maxus (SAIC Motor) |
|                       |                       |                       |                       | Morris Motors         | Morris Motors         | Morris Motors         | Morris Motors         | Morris Motors         | Morris Motors         | British Motor Corporation | British Motor Corporation | British Motor Corporation | British Motor Corporation | British Motor Holdings    | British Motor Holdings    | British Leyland Motor Corporation | British Leyland Motor Corporation | Austin Rover Group | Austin Rover Group | Rover Group plc  | Rover Group plc  | Rover Group plc  | MINI (BMW)                      | MINI (BMW)                      | MINI (BMW)                            | MINI (BMW)                            | MINI (BMW)                            | MINI (BMW)                            | MINI (BMW)                            |
|                       |                       |                       |                       |                       |                       |                       |                       | MG Cars               | MG Cars               | British Motor Corporation | British Motor Corporation | British Motor Corporation | British Motor Corporation | British Motor Holdings    | British Motor Holdings    | British Leyland Motor Corporation | British Leyland Motor Corporation | Austin Rover Group | Austin Rover Group | Rover Group plc  | Rover Group plc  | Rover Group plc  | Premier Automotive Group (Ford) | Premier Automotive Group (Ford) | Premier Automotive Group (Ford)       | Premier Automotive Group (Ford)       | Jaguar Land Rover (Tata Motors)       | Jaguar Land Rover (Tata Motors)       | Jaguar Land Rover (Tata Motors)       |
|                       |                       |                       |                       |                       | Jaguar Cars Ltd.      | Jaguar Cars Ltd.      | Jaguar Cars Ltd.      | Jaguar Cars Ltd.      | Jaguar Cars Ltd.      | Jaguar Cars Ltd.          | Jaguar Cars Ltd.          | Jaguar Cars Ltd.          | Jaguar Cars Ltd.          | British Motor Holdings    | British Motor Holdings    | British Leyland Motor Corporation | British Leyland Motor Corporation | Jaguar Cars Ltd.   | Jaguar Cars Ltd.   | Jaguar Cars Ltd. | Jaguar Cars Ltd. | Jaguar Cars Ltd. | Premier Automotive Group (Ford) | Premier Automotive Group (Ford) | Premier Automotive Group (Ford)       | Premier Automotive Group (Ford)       | Jaguar Land Rover (Tata Motors)       | Jaguar Land Rover (Tata Motors)       | Jaguar Land Rover (Tata Motors)       |
|                       |                       |                       |                       |                       | Aston Martin          | Aston Martin          | Aston Martin          | Aston Martin          | Aston Martin          | Aston Martin              | Aston Martin              | Aston Martin              | Aston Martin              | Aston Martin              | Aston Martin              | Aston Martin                      | Aston Martin                      | Aston Martin       | Aston Martin       | Aston Martin     | Aston Martin     | Aston Martin     | Premier Automotive Group (Ford) | Premier Automotive Group (Ford) | Premier Automotive Group (Ford)       | Premier Automotive Group (Ford)       | Aston Martin plc                      | Aston Martin plc                      | Aston Martin plc                      |